# Square Robert-Bajac
Le square Robert-Bajac est un square du 13e arrondissement de Paris.

## Situation et accès

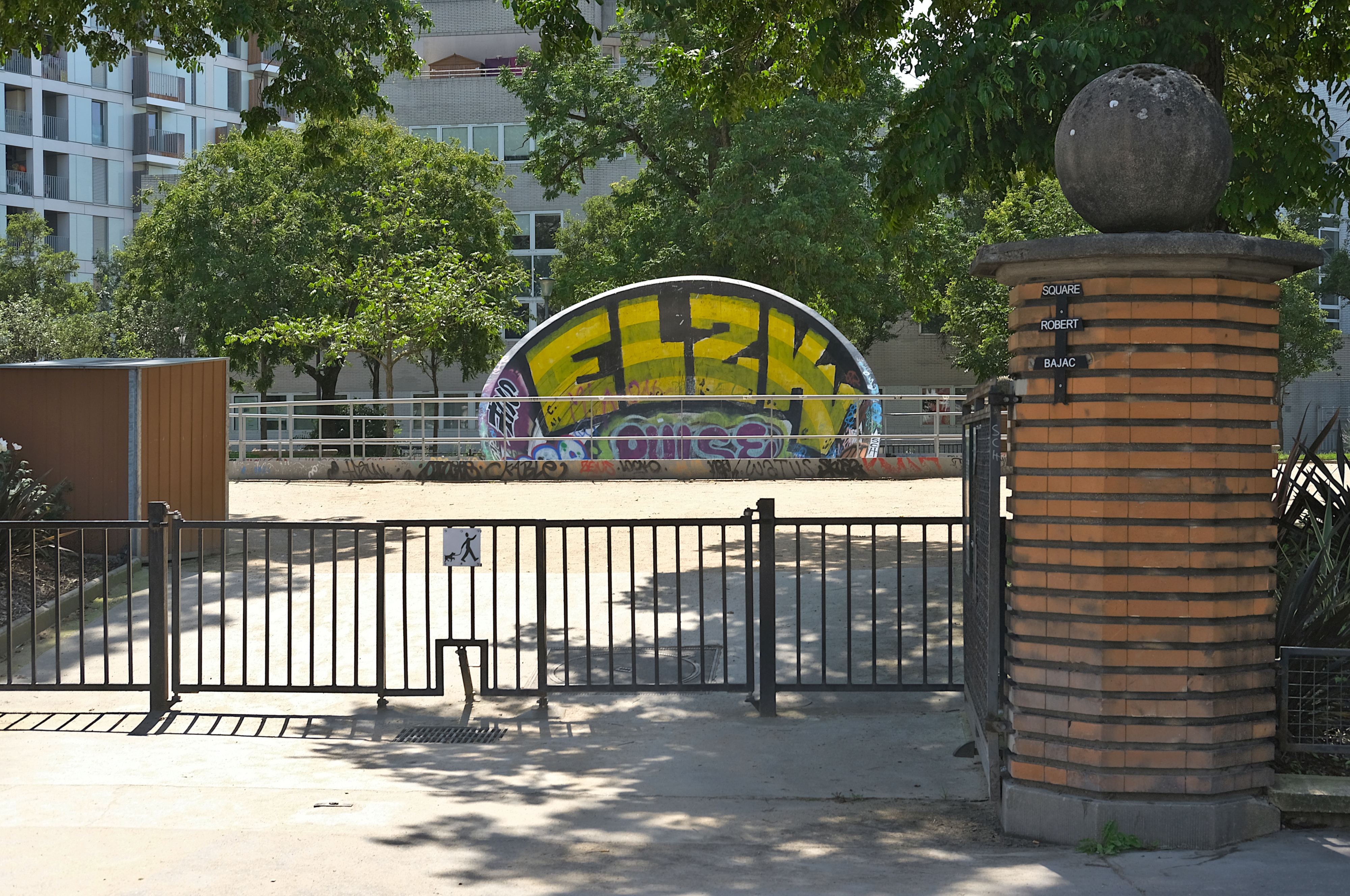
Entrée.

Il est séparé de son pendant, le square Hélène-Boucher, par l'avenue de la Porte-d'Italie.
Le site est accessible par le 1, boulevard Kellermann.
Il est desservi par la ligne 7 à la station Maison Blanche.

## Origine du nom
Il est dédié à l'aviateur Robert Bajac (1897-1935). 